# کاواساکی سی-۵
کاواساکی سی-۵ (به انگلیسی: C-5) یک هواپیمای تک‌باله تک‌موتوره دو سرنشین ساخت شرکت کاواساکی در امپراتوری ژاپن بود که یک فروند از آن برای استفاده روزنامه آساهی تولید شد و نخستین بار ماه فوریه سال ۱۹۳۴ به پرواز درآمد.

## طراحی و کاربرد
روزنامه آساهی ماه ژوئن سال ۱۹۳۳ به شرکت کاواساکی سفارش تولید یک هواپیمای پیشرفته ارتباطی پرسرعت بردبلند داد که سازه‌ای مستحکم و استفاده و نگهداری ساده‌ای داشته باشد. کار شرکت کاواساکی روی این هواپیما، در ابتدا با نظارت مهندس آلمانی ریشارت فوگت، به رهبری طراح ارشد نایتو شیگکی آغاز شد. در این حال هواگرد کی-۵ به شکل همزمان طراحی می‌شد و سفارش آساهی نسخه بزرگ‌تر شدهٔ آن با ظاهر یک هواگرد شناسایی پرسرعت بود. به جای استفاده از موتور ها-۹ کی-۵ مناسب ارتفاع بلند، در نمونه جدید موتور ب‌ام‌و ۸ به‌کار رفت تا اطمینان پذیری و پایایی پرواز بالا حاصل شود. هواپیمای جدید «سی-۵» (مخفف: Civil-type) نام گرفت.
سی-۵ پیکربندی تک‌باله بال‌پایین تک‌موتوره داشت. ساخت آن تمام‌فلزی با پوسته آلیاژ سبک و پارچه بود. در طراحی پیشرفته آن از ماهی‌واره دو طرف منحنی ام-۱۲ استفاده شد. قسمت میانی پشت بال یک بریدگی دندانه‌ای داشت تا دید به پایین بهتر شود. در یک کاربرد نوین، چرخ‌ها مجهز به ترمز بودند. پسارگیرهای ارابه فرود هم پشت خود انشعاب‌هایی داشتند تا هنگام فرود باز شوند و به عنوان ترمز هوایی عمل کنند. پسارگیر ریشه بال مقداری بزرگ‌تر بود پسار تلاطم را کاهش دهد. از فضای بین اتاقک سر پوشیده دو سرنشین می‌شد برای سوار کردن شخص سوم یا محموله استفاده کرد.
ساخت هواپیما ماه فوریه سال ۱۹۳۴ تکمیل شد. آزمایش‌های پرواز بین روزهای ۱۷ تا ۲۰ فوریه در کاگامیگاهارا انجام گرفت. آساهی هواپیما را پذیرفت و عنوان شناسایی «جِی-بی‌بی‌ایی‌اِی» (J-BBEA) بر آن نهاده شد. سی-۵ در این زمان پرسرعت‌ترین هواپیمای غیرنظامی در ژاپن بود و این منظر با جنگنده گونه ۹۲ نیروی زمینی برابری داشت. برد این هواپیما هم طولانی‌ترین بین تمامی هواپیمای غیرنظامی بود که تا آن زمان در ژاپن طراحی شده بودند.
به منظور بهره‌گیری از این برد بلند، آساهی ماه مارس سال ۱۹۳۴ برنامه پرواز بدون توقف از اوساکا تا هسینکینگ در منچوری را ریخت تا پیش‌نویس اخبار گرامیداشت روز تأسیس حاکمیت منچوکوئو را با خود ببرد. این پرواز نسبتاً ناموفق بود چرا که هواپیما در اثر یخ‌زدن محلول ۲۰ درصد بنزول در سوخت وادار به فرود اضطراری در نزدیکی هنسنکینگ شد. در یک عملکرد بهتر، خلبان نینو موسابورو به همراه مهندس پرواز تسوکاگوشی کنجی، با این هواپیما از بین پکن با توقف در اوساکا، به توکیو پرواز کرد. در این سفر مسافت ۲٬۶۳۰ کیلومتری در عرض مدت زمانی ۹ ساعت و ۳۴ دقیقه طی شد. این مورد یکی از رکودهای مسافت و سرعتی بود که سی-۵ شکست.
کاواساکی قصد داشت کار طراحی را با ایجاد گونه سی-۶ با ارابه فرود جمع‌شو به عنوان هواپیمای مسافربری ادامه دهد که البته هیچگاه عملی نشد.

## مشخصات فنی

### مشخصات عمومی[۲]
- خدمه: ۲ نفر
- طول: ۹٫۱۳ متر
- طول بال: ۱۳٫۴۲ متر
- ارتفاع: ۲٫۶ متر (دُم بالا: ۴ متر)
- مساحت بال: ۳۰ متر مربع
- وزن خالی: ۱٬۷۲۵ کیلوگرم
- وزن بارگذاری‌شده: ۲٬۸۶۰ کیلوگرم
- بار بر بال: ۹۵٫۴ کیلوگرم بر متر مربع
- نیرومحرکه: ۱ × موتور وی‌شکل ۱۲ سیلندر ب‌ام‌و ۸ خنک‌شونده با آب: ۸۰۰ اسب بخار
- نسبت وزن به توان: ۴٫۷ کیلوگرم بر اسب بخار
- پیشران: ملخ دو تیغه چوبی

### عملکرد
- حداکثر سرعت: ۱۸۱ گره (۳۳۵ کیلومتر بر ساعت) در سطح دریا
- پایاسیر: ۱۳۶ گره (۲۵۲ کیلومتر بر ساعت)
- سرعت فرود: ۶۸ گره (۱۲۶ کیلومتر بر ساعت)
- سرعت اوج‌گیری: ۳٬۰۰۰ متر در ۷ دقیقه و ۳۰ ثانیه
- سقف پروازی: ۷٬۰۰۰ متر
- برد: ۱٬۹۸۰ کیلومتر
- پایایی: ۷ ساعت

### تسلیحات
- ۲ × مسلسل هماهنگ‌شده ۷٫۷ م‌م روی بدنه رو به جلو